# Eugen Walaschek
Eugen Walaschek (Moscú, Rusia; 20 de junio de 1917 – Suiza; 22 de marzo de 2007) fue un futbolista y entrenador suizo nacido en Rusia que jugó en la posición de delantero.

## Carrera

### Club
Inició su carrera en 1935 con el Servette FC, jugando para tres equipos de Suiza hasta su retiro en 1951 con el FC Étoile-Sporting.

### Selección
Jugó para Suiza entre 1937 y 1945 en donde anotó 4 goles en 27 partidos, incluyendo uno en la victoria ante Alemania nazi en la Copa Mundial de Fútbol de 1938.

### Entrenador
Fue entrenador entre 1951 y 1961 y dirigió al EF La Chaux de Fonds y al Urania Genève.